# Lighed
Lighed angiver en tilstand, hvor alle i et samfund er stillet lige på bestemte områder. Det kan være med hensyn til retslige eller sociale rettigheder eller mht. sundhed eller økonomiske muligheder.
En sideordnet og beslægtet betydning af udtrykket er ensartethed, f.eks. i sammenhænge som "en slående lighed" og "i lighed med".
Spørgsmålet om, hvilken grad af lighed et samfund skal tilstræbe, har været et centralt emne i såvel filosofien som den politiske debat i Vesten i mange hundrede år. Sammen med frihed og broderskab udgjorde lighed således det centrale indhold i den franske revolutions slagord (og den nuværende franske republiks motto) Liberté, égalité, fraternité. Samtidig har der været en langsigtet tendens til, at emneområdet for, hvad der debatteres lighed indenfor, er blevet udvidet over tid.

## Åndshistorisk baggrund
Bl.a. den græske filosof Aristoteles, de romerske stoikere, kirkefaderen Augustin og reformationsteologer som John Wycliffe, Jan Hus, Thomas Müntzer og Jean Calvin samt den engelske filosof John Locke har haft betydning for udviklingen af moralfilosofiske tanker om lighed. Også grundlæggende tanker i den profetiske jødedom, den tidlige kristendom og islam har været inspiration for lighedstanker. Lighedens hovedfilosof blev imidlertid schweizeren Jean-Jacques Rousseau, bl.a. med skrifterne Om Oprindelsen til Uligheden blandt Menneskene, og dens Grundstøtter fra 1755 og Den sociale kontrakt fra 1762. Ifølge Rousseau var menneskene lige i naturtilstanden, men med samfundsudviklingen og ikke mindst ejendomsretten udvikledes en uacceptabel ulighed.

## Den franske revolution og frem
Siden tiden omkring den franske revolution har lighedsdiskussionen været central. USA's uafhængighedserklæring fra 1776, som starter med en erklæring om menneskerettighederne, indeholder den berømte sætning: Vi anser disse sandheder for selvindlysende, at alle mennesker er skabt lige, og at de af deres Skaber har fået visse umistelige rettigheder, heriblandt retten til liv, frihed og stræben efter lykke. Den franske menneskerettighedserklæring af 1789 garanterede ligeledes personlig frihed og lige rettigheder. I 1800-tallet blev politisk og juridisk lighed (lighed for loven) efterhånden mere udbredt i mange europæiske lande, bl.a. ved afskaffelse af slaveri, indførelsen af nationale parlamenter og udvidelse af stemmeretten.
Fra slutningen af 1800-tallet kom lighedsdiskussionen i stigende grad til at handle om økonomisk og social lighed fremfor blot politisk og juridisk. De tre ideologiske retninger, der blev toneangivende efter den franske revolution, konservatismen, liberalismen og socialismen, adskilte sig ikke mindst i deres holdning til disse spørgsmål. Forskellige holdninger til statens rolle mht. at skabe lighed mellem forskellige befolkningsgrupper har vedvarende præget den politiske debat frem til nutiden.

## Lige muligheder overfor lige udfald
En vigtig problemstilling i diskussionen om lighed er, hvorvidt man ønsker lighed i mulighederne for forskellige personer eller lighed i udfaldet. Mulighedslighed fokuserer på, om mennesker har lige gode muligheder. Hvordan de så forvalter disse muligheder, er op til dem selv. Udfaldslighed fokuserer derimod på, hvor lige fordelingen af goder er, efter at folk har forvaltet deres muligheder. Mens lige muligheder for alle er et ideal, som deles af de allerfleste i moderne vestlige lande, gælder det samme ikke nødvendigvis lighed i udfald. Hvis to personer har samme evner og udgangspunkt, men den ene vælger at arbejde flittigt og som følge deraf får en højere indkomst, mens den anden vælger at holde mere fri og derfor opnå en mindre indkomst, vil de to personer have haft samme muligheder i udgangspunktet, men opnår ikke samme resultat. Mange vil opfatte en sådan forskel i indkomst som retfærdig, mens indkomstforskelle, der skyldes arv, held og andre forhold udenfor den pågældende persons egen kontrol, opleves som mindre rimelige.

## Sammenhæng mellem lighed og økonomisk effektivitet
Indenfor den økonomiske forskning er der peget på, hvordan udviklingen i ligheden i et samfund kan påvirke den økonomiske vækst og samfundets efficiens. Sammenhængen kan være både positiv og negativ. Spørgsmålet har fået stigende fokus i takt med, at udviklingen i de seneste årtier har medført større ulighed i indkomster i de fleste vestlige lande.